# Drês
Drês é o oitavo álbum solo do cantor e compositor brasileiro Nando Reis. Gravado em 2009 e lançado em 22 de maio de 2009, produzido por Carlos Pontual e Nando Reis e lançado pela gravadora Universal Music. A cantora Ana Cañas fez uma participação especial na faixa "Pra Você Guardei o Amor". A canção "Ainda Não Passou" foi indicada ao Grammy Latino de Melhor Canção Brasileira de 2009.
Segundo Nando Reis, a palavra Drês pode significar qualquer coisa. Porém, a interpretação mais comum é a fusão do apelido "Dri" (diminutivo de Adriana, uma ex-namorada do artista) com a palavra "três", que é o número de faixas dedicadas a ela no álbum (Hi, Dri!, Driamante e a faixa-título)

## Faixas
1. "Hi Dri!" - 3:46
2. "Ainda Não Passou" - 3:16
3. "Drês" - 4:16
4. "Conta" - 4:42
5. "Só Pra So" - 3:25
6. "Mosaico Abstrato" - 4:38
7. "Pra Você Guardei o Amor" (com Ana Cañas) - 5:43
8. "Livre Como Um Deus" - 5:11
9. "Driamante" - 2:39
10. "Hoje Eu Te Pedi Em Casamento" - 3:19
11. "Mil Galáxias" - 3:33
12. "Baby, Eu Queria" - 3:00

## Banda
- Nando Reis - voz e violão
- Carlos Pontual - guitarra
- Alex Veley - teclados
- Felipe Cambraia - baixo
- Diogo Gameiro - bateria